# Битката за Уеснот
„Битката за Уеснот“ (на английски: Battle for Wesnoth) е междуплатформена компютърна игра; свободна походова стратегия с фентъзи мотиви. Разработена е от Дейвид Уайт, а първата ѝ версия излиза през юни 2003. В Уеснот, играчът се опитва да създаде силна армия, като превзема градове и побеждава врагове за опит. Повлияна е от Sega Mega Drive игрите: Master of Monsters и Warsong.
Битката за Уеснот е игра с отворен код, разпространява се под лиценза GNU GPL.

## Описание
Битката за Уеснот е походова стратегия, играна на хек карта. Има около 200 бойни единици, като всяка има свои силни и слаби черти. Защитата, която всяка единица получава, зависи силно от типа терен на който се намира. Заради това разположението на единиците е много важно. Това, заедно с най-различните други елементи – видове атаки (близък бой, далечен бой), видове оръжия, денонощен цикъл, както и различните уклони на героите позволява създаване на най-различни тактики.
Всяка единица си има име и специални умения (сила, интелигентност) което ѝ дава някаква самоличност. Единиците събират и опит, и могат да вдигат нива, с което стават и по-силни.
Името Уеснот (Wesnoth) е получено от английските думи за запад (west) и север (north). Обяснението е, че жителите на този фентъзи свят са дошли от север и запад.

## Среда
Битката за Уеснот се играе в свят населен от Толкински същества, като хора, елфи, джуджета, орки и тролове. Освен тях има и уникални за Уеснот раси, като например „Drakes“. Това са същества, високи около три метра, далечни роднини на драконите, имащи организирана военна култура. Кампаниите разказват за историята и географията на света, но най-голям акцент се отрежда на едноименното човешко кралство Уеснот, което често страда от набези на орки и немъртви.

### Фракции
Битката за Уеснот има шест фракции по подразбиране:
- „Rebels“

Състои се най-вече от елфски единици, ент-подобни диви хора, водни хора и магьосници. Повечето от техните първо ниво единици имат близка и далечна атака, което ги прави много гъвкава фракция. Елфите игнорират времето от денонощието и имат висока защита в гора. Те са обикновено по-бързи, но малко по-слаби, от другите единици на различен терен.
- „Knalgan Alliance“

Състои се от бавни, но здрави джуджета, със силна близка атака, съюзени с хора престъпници, които се сражават по-ефективно под прикритието на нощта. Обикновено джуджетата получават по-голяма защита, когато са на планински или хълмист терен. Джуджетата са по-умели, при преминаването на пещери, от коя да е друга фракция, също така те игнорират времето от денонощието. Те са уязвими за атаки на открит терен, а техните съюзници хора са по-добри там.
- „Loyalists“

Човешка кавалерия, магьосници и пехота, които се сражават по-добре през деня, заедно със съюзници водни хора. Това е най-разнообразната фракция, имаща най-много единици, с изключение на „Knalgan Alliance“.
- „Northerners“

Фракция от орки, гоблини, тролове и наги. Фокуса ѝ е на евтини единици, груба сила и ръкопашен бой. Най-добре се бият през нощта. Повечето им единици изискват малко опит (от битки) за покачване на ниво. Обикновено имат добра подвижност на хълмове.
- „Undead“

Немъртвите разчитат на лесен достъп до магически и отровни видове атаки. Някои от единиците могат да взимат живот от врага и да пълнят своя. Повечето са неподатливи на отрова.
- „Drakes“

Драконоподобна раса, която се сражава по-добре през деня. Повечето им единици могат да летят и имат огнен дъх. Те са най-маневрената раса, но от друга страна, техния размер ги прави податливи на атаки, на повечето видове терен.
Точните единици, използвани от фракция и името на фракцията, се променят в зависимост от ерата или кампанията. Споменатите, по-горе, фракции са за „ерата по подразбиране“. Тази ера, заедно с нейното допълнение „Age Of Heroes“, са най-играни на сървърите.
Има множество фракции, направени от потребители, някои от които са групирани заедно във възможни за изтегляне „ери“. Например, „Imperial Era“ включва Римо-повлияните „Lavinians“, „Marauders“ и „Wild Elves“. Възможно е създаването на фракции за ерите по подразбиране, но това зависи от създателите на играта.

### Кампании
Стабилната, версия на Битката за Уеснот, идва с шестнадесет кампании, всяка от които има различни нива на трудност. „Heir to the Throne“ е оригиналната кампания на Битката за Уеснот. Тя се състои от двадесет и три сценария, където Конрад наследника на Уеснот, заедно със свои съюзници, се опитва да вземе трона от кралицата узурпатор и нейната армия, от лоялисти и орки наемници. Герои от „Heir to the Throne“ са главните действащи лица и в други кампании, като „Legend of Wesmere“ и „Delfador's Memoirs“. Други кампании включват нови фракции, като джуджета в „The Hammer of Thursagan“, „Northern Rebirth“ и „Sceptre of Fire“, лоялисти в „The South Guard“ и „The Eastern Invasion“, и немъртви в „Descent into Darkness“. Може да се играе дори с водни хора в „Dead Water“ или с орки в „Son of the Black Eye“. „Under the Burning Suns“ е кампания в далечното бъдеще, много години след събитията от другите кампании. Допълнителни кампании, създадени от потребители, могат да бъдат свалени от сървъра за кампании.

## Модифициране

### Добавки
Възможно е да се създава и разпространява ново съдържание, като кампании, карти и „ери“, използвайки системата за добавки. Тези добавки могат да бъдат свалени, актуализирани или премахнати, благодарение на вградения сървър за добавки или да се направи ръчно, като се използват подходящите директории.

### Редактор
„Битката за Уеснот“ има вграден редактор за карти, който притежава функции като: множество отворени карти, генериране на случайна карта и други. Редактора поддържа всички вградени и потребителско създадени терени. Времето от денонощието може да бъде зададено, от предварително зададени настройки или от потребителски такива.

### WML
Нови кампании могат да се създават, използвайки стандартен текстов редактор, чрез Wesnoth Markup Language (WML). Той е подобен на XML и други маркиращи езици.

### Lua
От версия 1.7 насам, код написан на Lua, може да бъде използван в WML.

## Разработка
Уайт започва работа по Уеснот, защото иска да създаде забавна, свободно достъпна, отворен код стратегическа игра, имаща прости правила, но добре развит изкуствен интелект.
Играта е написана на C++. Тя е междуплатформена и работи на: AmigaOS 4, BeOS, FreeBSD, Linux (включително на GP2X, Nokia n800, n810 и n900)
, Mac OS X, Microsoft Windows, MorphOS, NetBSD, OpenBSD, RISC OS, iOS, Solaris, Android, Playbook и Google Native Client работещ под Google Chrome.

### Графика
Графичния екип е създаден от Франциско Муньос. По-голяма част от графиката е в PNG формат и е лицензирана с GNU General Public License.

### Музика
Музикалният екип се оглавява от Матиас Уестлунд. Музиката в играта е лицензирана с GNU General Public License и е в Ogg Vorbis формат.

### Версии
Първата работна версия, Уеснот 0.1, излиза на 18 юни 2003. През октомври 2005 играта достига
важната 1.0 версия. На 29 януари 2012 излиза версия 1.10.

## Рецензии
Като цяло, преобладават позитивни рецензии.